# Dolní Rozsíčka
Dolní Rozsíčka (německy Unter Rossitschek) je malá vesnice, část obce Blažkov v okrese Žďár nad Sázavou. Nachází se asi 2 km na jih od Blažkova. V roce 2015 zde bylo evidováno 43 adres. V roce 2011 zde trvale žilo 106 obyvatel.
Dolní Rozsíčka je také název katastrálního území o rozloze 2,48 km².
Významným rodákem z Dolní Rozsíčky byl evangelický teolog a duchovní František Žilka.